# 96e brigade indépendante de reconnaissance
Pour les articles homonymes, voir 96e brigade.
La 96e brigade indépendante de reconnaissance (en russe : 96-я отдельная разведывательная бригада, abrégé en 96 орбр ; unité militaire numéro 52634) est une brigade des troupes de reconnaissance des forces terrestres russes. Sa garnison se situe à Nijni Novgorod, dans l'oblast de Nijni Novgorod.

## Historique
Créée le 26 décembre 2015 sous le commandement du lieutenant-colonel Alexeï Talalaïev, l'unité fait partie de la 1re armée de chars de la Garde du district militaire ouest,.
Les deux tiers du personnel sont des militaires sous contrat. La grande majorité des officiers de l'unité ont une expérience des opérations de combat dans les « conflits de haute intensité ».
Dans le cadre de l'intervention militaire de la Russie en Syrie, la brigade participe à la bataille de Palmyre en 2016. Le 2 mars 2017, alors qu'elle repousse une tentative de percée de l'adversaire dans la région de Palmyre, Artyom Gorbunov, un éclaireur de l'unité, est tué au combat,.
Sous le commandement du colonel Valeri Vdovitchenko, l'unité est engagée dans l'invasion russe de l'Ukraine en février 2022,. Elle est l'une des premières unités à entrer en Ukraine dans le cadre du déploiement de la 1re armée de chars de la Garde. Des images montrant des véhicules blindés Typhoon-K et LMV Iveco abandonnés appartenant à la 96e brigade sont repérées sur Internet. Des soldats et des officiers de l'unité capturés par les forces ukrainiennes sont également confirmés.
À partir d'avril 2022, la Direction générale du renseignement du ministère de la Défense ukrainien répertorie le colonel Evgueni A. Chintsov comme le commandant actuel de l'unité, le lieutenant-colonel Mykola A. Kiselev serait son commandant adjoint.
La 96e brigade est accusée d'avoir commis des crimes de guerre sur des civils dans la partie orientale de l'oblast de Kiev, le service de renseignements du ministère ukrainien de la Défense publiant même le 5 avril une liste nominative de 52 membres de cette unité.

## Composition en 2022
- un bataillon de renseignement radio-électronique ;
- un bataillon de reconnaissance ;
- un bataillon de transmissions ;
- une compagnie de maintenance/réparation ;
- une compagnie de soutien logistique ;
- une escouade d'opérations psychologiques ;
- un peloton de défense NBC.